# Janez Štalec
Janez Štalec, slovenski računalnikar, matematik, statistik, *15. september 1942, Ljubljana, † 7. julij 2025, Zagreb.
Janez se je rodil v Ljubljani 15.9.1942 kot tretji otrok Ivanu Štalcu (matematiku) in Stanki (roj. Rakovec). Leta 1971 se je poročil z Natašo Viskić (kasneje redno profesorico statistike in kineziologije) v Zagebu. Imel je dva otroka: Vanjo in Vita.
Štalec je končal gimnazijo v Ljubljani, leta 1965 je absolviral študij tehniške matematike na Fakultete za naravoslovje in tehnologijo v Ljubljani. Že kot študent je sodeloval pri osnovanju Računskega centra IMFM, kjer se je v letih 1964-1965 zaposlil s polovičnim, kasneje pa s polnim delovnim časom. Bil je vodja Računskega centra do leta 1971, ko se je preselil v Zagreb, kjer je najprej vodil Računski center Fakultete za kineziologijo (1971 - 1985), kasneje pa do upokojtive 2008 Računski center Oddelka za matematiko PMF, Univerze v Zagrebu.
Bil je pionir računalništva na Slovenskem. Programirati je začel na računalniku Zuse Z23, kjer so uporabljali največ freiburško kodo. Leta 1965 je bil na enomesečni praksi v Pragi, kjer je programiral na sovjetskem računalniku Ural-2.

## Evropsko prvenstvo v umetnostnem drsanju - Ljubljana 31.1. - 5.2. 1967
Leta 1967 sta za potrebe RTV z Dušanom Magušarjem napisala program za pomoč pri ocenjevanju tekmovalcev Evropskega prvenstva v umetnostnem drsanju. V ta namen je režiser Beno Hvala dal napeljati dva telegrafska kabla od Hale Tivoli, kjer je bilo tekmovanje, do RC IMFM na Lepem potu, kjer je bil računalnik Zuse Z23. Računanje je potekalo v realnem času.

## SS - Statistični sistem
Leta 1969 so Egon Zakrajšek, Konstantin Momirović in Janez Štalec zasnovali Statistični sistem SS, ki je najprej tekel na novem računalniku IBM 1130 na IMFM v Ljubljani. 
Z odhodom Štalca v Zagreb je razvoj sistema nekaj časa potekal dvotirno. Na Fakulteti za fizično kulturo Univerze v Zagrebu je bilo z nabavo bolj zmogljivega računalnika IBM-1130 mogoče povečati zmogljivost sistema. 
Leta 1973 ga je v Zagrebu Štalec prenesel na računalnik UNIVAC-1106, v  Ljubljani ga je Zakrajšek prenesel na novi računalnik CDC-Cyber. Po Zakrajškovem odhodu v ZDA je razvoj potekal le še v Zagrebu. Statistični sistem SS se je lahko takrat primerjal vodilnimi statističnimi sistemi kakršni so bili BMDP, Statjob in SPSS.

## Izbrana dela
- Avtomatizacija faktorske analize : elaborat raziskovalne teme / [nosilec] Egon Zakrajšek ; [sodelavci] Konstantin Momirović, Jernej Kozak, Andrej Kmet, Janez Štalec, (IMFM Ljubljana 1974) (COBISS),
- Idejni nacrt informatičkog sistema na području fizičke kulture / Konstantin Momirović, Janez Štalec, Marijan Gredelj, (Zagreb : Računski centar Instituta za kineziologijo Fakulteta za fizičku kulturu, 1974) (COBISS)
- Statistički sistem / Štalec J., Momirovič K., Zakrajšek E. (Zagreb : Fakultet za fizičku kulturu, 1983) (COBISS)